# Orgeville-en-Vexin
Orgeville-en-Vexin is een gehucht en voormalige gemeente in de Franse gemeente Flipou in het departement Eure. Orgeville ligt in het zuidoosten van de gemeente, ruim een kilometer ten zuidoosten van het dorpscentrum van Flipou.

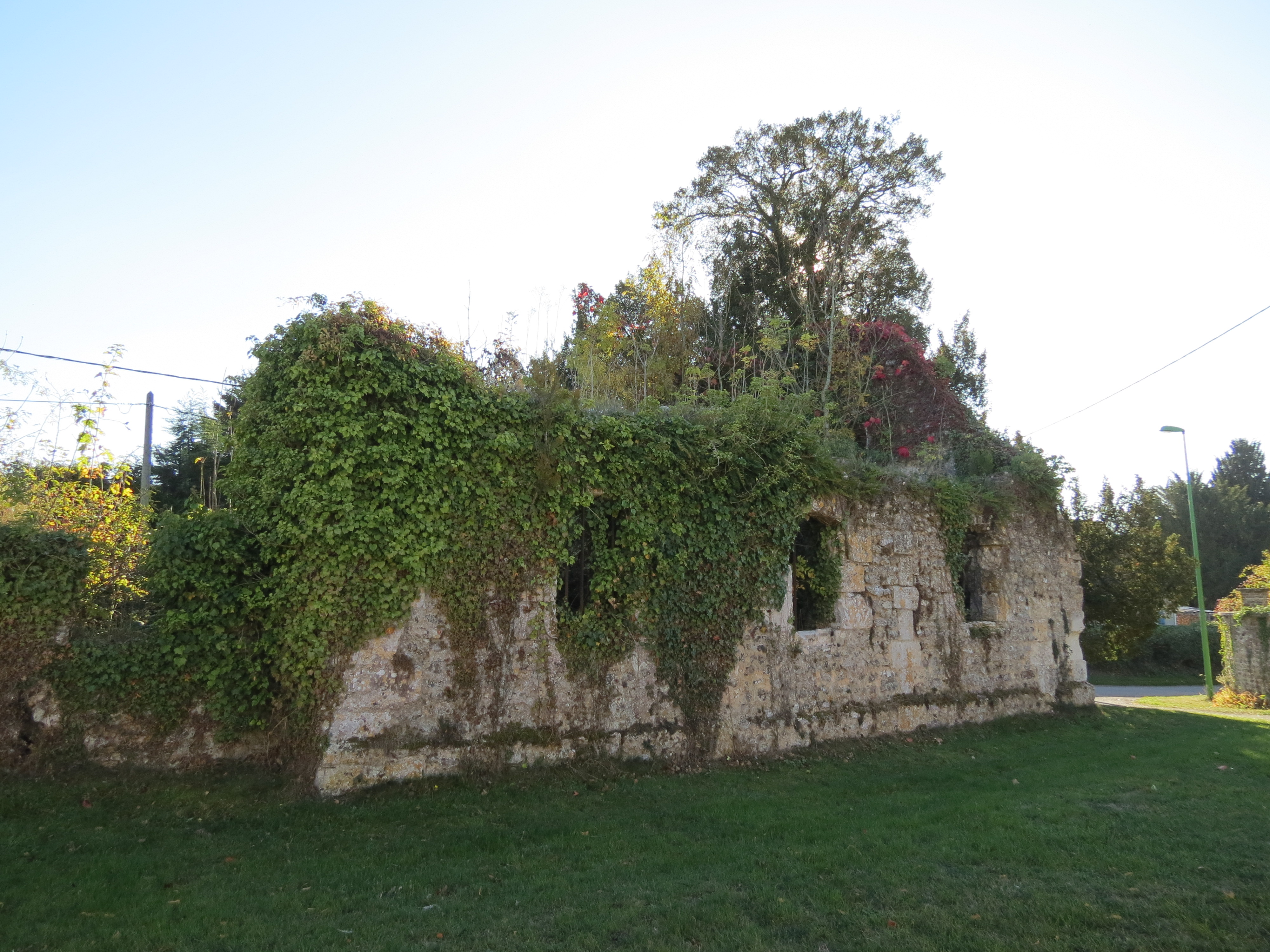
Ruïne van de Église Notre-Dame

## Geschiedenis
Een oude vermelding van de plaats gaat terug tot de 13de eeuw als Ogervilla. De 18de-eeuwse Cassinikaart toont hier de plaats Orgeville.
Op het eind van het ancien régime eind van de 18de eeuw, toen de gemeenten werden gecreëerd, werd Orgeville een gemeente. In 1809 werd de gemeente al opgeheven en bij Senneville gevoegd. Senneville werd in 1854 bij Amfreville-sous-les-Monts gevoegd, uitgezonderd Offreville, dat werd afgesplitst en bij de gemeente Flipou gevoegd.

## Bezienswaardigheden
- De ruïnes van de Église Notre-Dame

Sjabloon:Navigatie gemeente Flipou